# Trichoglossus euteles
Il lorichetto dalla testa oliva (Trichoglossus euteles (Temminck, 1835), detto anche lorichetto perfetto, è un uccello della famiglia Psittaculidae.

## Distribuzione e habitat
Si trova in Indonesia e a Timor-Leste. I suoi habitat naturali sono le foreste umide di pianura subtropicali o tropicali e le umide regioni oltre il limite degli alberi subtropicali o tropicali.

## Galleria d'immagini

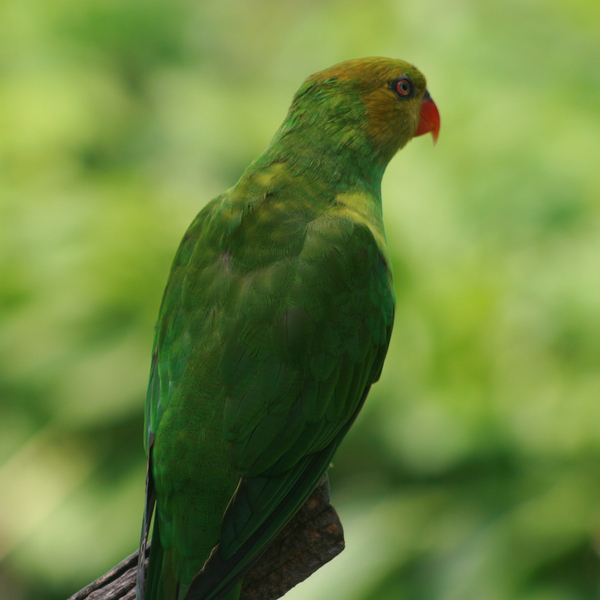
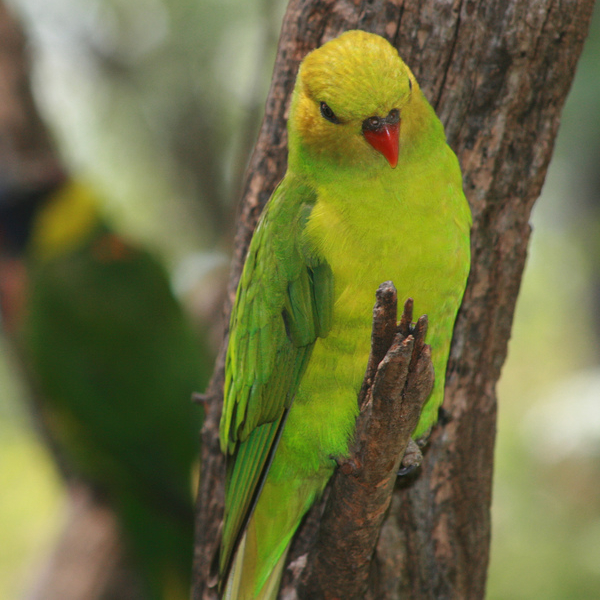
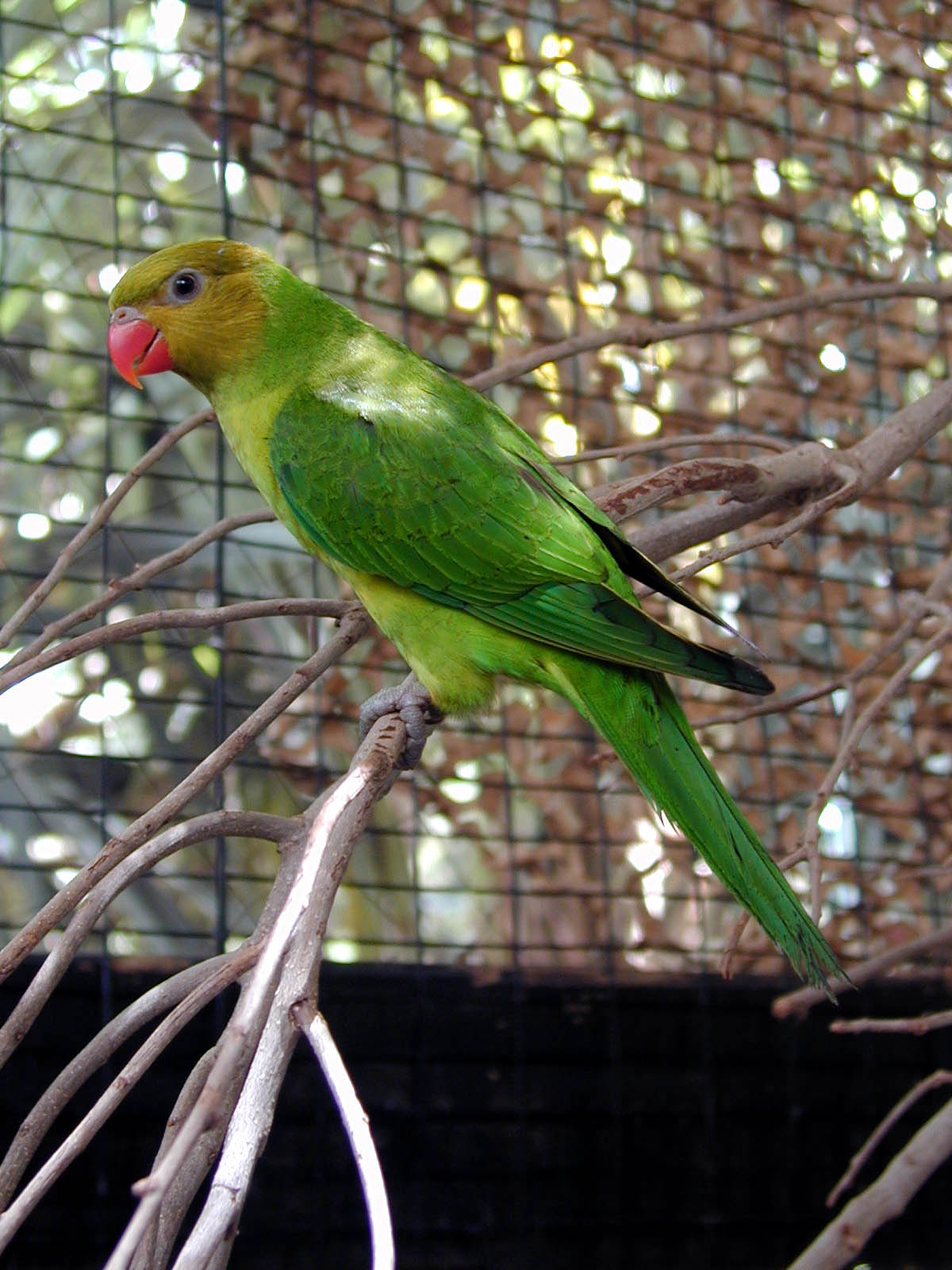